# Соціальна етика
Соціальна етика — наука про цілі та цінності сучасного суспільства, застосування етичних міркувань до вирішення соціальних проблем.
Соціальна етика зосереджує увагу на політиці та практиці соціальних інститутів, і впливі соціальних контекстів на індивідуальний моральний вибір.
Відповідно до основних видів інститутів: економічного, сімейного, політичного, освітнього та релігійного та культурного соціальна етика охоплює економічну етику та етику бізнесу, політичну етику, педагогічну етику, релігійну етику, етику культури. 
Соціальна етика грунтується на моральних принципах, що діють у певному суспільстві а також на релігії. Завданням соціальної етики є формування соціальних інститутів, які сприяють діалогу між людьми, їхній єдності, та позитивно впливають на усі сфери їхнього щоденного життя. 
У філософії Об’єднання соціальна етика тлумачиться як пряме продовження сімейної: коли моделі любові й поваги, що діють між батьками, дітьми та братами-сестрами, «масштабуються» на ширші спільноти, вони формують нормативи для всієї суспільної ієрархії. Старші за віком чи посадою повинні ставитися до молодших із батьківською турботою, а молодші — відповідати синівською пошаною; ті самі горизонтальні чесноти взаємопідтримки, що існують між братами й сестрами, мають поширюватися на колег, сусідів, націю й людство загалом. Таким чином, сімейна етика трансформується на рівні суспільства в соціальну, на рівні підприємства — у корпоративну, а на рівні держави — у державну етику. Філософія Об’єднання стверджує, що сучасний соціальний безлад коріниться в занепаді сімейних норм, тож відновлення гармонії можливе лише через переосмислення й утвердження нової сімейно-центричної етики.

## Соціальна етика медицини
В медичній етиці Гіппократа турбування про здоров'я третіх осіб вважалось аморальним, тоді ще не було соціальної етики. В сучасній медицині із застосуванням медичного страхування та конкуренції за медичні послуги роль соціальної етики зростає.
Соціальна етика застосовується як регулятор при взаємодії світської та теологічної біоетики. Християнська релігія дозволяє вирішити питання, які ставить світська біоетика, через поняття людської гідності, загального блага, гріха, та закладає основу для діалогу щодо вирішення питань біоетики .
Етика при лікуванні серцево-судинних захворювань охоплює питання: початку життя, закінчення життя, трансплантології, застосування нових технологій, розподілу дорогих і дефіцитних ресурсів.